# Communauté de communes Faucigny-Glières
La communauté de Communes Faucigny-Glières est une communauté de communes française du département de la Haute-Savoie en région Auvergne-Rhône-Alpes.

## Géographie
La Communauté de Communes Faucigny-Glières est située dans la région historique du Faucigny, dans la moyenne Vallée de l’Arve, au cœur du triangle Annecy, Annemasse (frontière avec la Suisse) et Chamonix (frontière avec l’Italie). Elle se situe ainsi à mi-chemin entre Genève et le mont Blanc et est intégrée au périmètre du projet Grand Genève (agglomération franco-valdo-genevoise). Son altitude varie entre 423 mètres à Contamine-sur-Arve et 2 408 mètres sur la commune de Glières-Val-de-Borne.

## Histoire
La communauté de communes a été créée par arrêté préfectoral du 30 novembre 2005 et regroupait les cinq communes qui composait auparavant le SIVOM de la région de Bonneville dissout à cette occasion. Elle a intégré deux nouvelles communes depuis sa création, Brizon à partir du 22 décembre 2008 et Marignier à partir du 16 décembre 2009.
La communauté de communes est membre du Pôle métropolitain du Genevois français depuis sa création le 1er mai 2017.

## Composition
La communauté de communes est composée des 7 communes suivantes :

| Nom                  | Code Insee | Gentilé      | Superficie (km2) | Population (dernière pop. légale) | Densité (hab./km2) |
| -------------------- | ---------- | ------------ | ---------------- | --------------------------------- | ------------------ |
| Bonneville (siège)   | 74042      | Bonnevillois | 27,15            | 13 320 (2022)                     | 491                |
| Ayse                 | 74024      | Ayzois       | 10,48            | 2 325 (2022)                      | 222                |
| Brizon               | 74049      | Brizonniers  | 10,39            | 465 (2022)                        | 45                 |
| Contamine-sur-Arve   | 74087      | Contaminois  | 6,92             | 2 374 (2022)                      | 343                |
| Glières-Val-de-Borne | 74212      |              | 71,77            | 1 825 (2022)                      | 25                 |
| Marignier            | 74164      | Marignerots  | 19,97            | 6 432 (2022)                      | 322                |
| Vougy                | 74312      | Vougerots    | 3,99             | 1 622 (2022)                      | 407                |

Entremont, qui faisait partie précédemment de la CCVT, a intégré au 1er janvier 2019 la CCFG du fait de sa fusion avec Le Petit-Bornand-les-Glières (commune nouvelle de Glières-Val-de-Borne).

## Population et société

### Démographie

#### Population
| 1968   | 1975   | 1982   | 1990   | 1999   | 2009   | 2014   | 2020   |
| ------ | ------ | ------ | ------ | ------ | ------ | ------ | ------ |
| 11 677 | 14 616 | 16 443 | 19 270 | 21 619 | 25 212 | 26 677 | 27 218 |

#### Pyramide des âges
| Hommes | Classe d’âge | Femmes |
| ------ | ------------ | ------ |
| 0,2    | 90 ans ou +  | 0,7    |
| 4,6    | 75 à 89 ans  | 6,6    |
| 11,0   | 60 à 74 ans  | 12,1   |
| 20,2   | 45 à 59 ans  | 19,2   |
| 23,9   | 30 à 44 ans  | 23,2   |
| 18,5   | 15 à 29 ans  | 17,2   |
| 21,6   | 0 à 14 ans   | 20,9   |

| Hommes | Classe d’âge | Femmes |
| ------ | ------------ | ------ |
| 0,3    | 90 ans ou +  | 0,9    |
| 5,5    | 75 à 89 ans  | 7,7    |
| 12,6   | 60 à 74 ans  | 13,3   |
| 20,3   | 45 à 59 ans  | 20,4   |
| 22,8   | 30 à 44 ans  | 22,2   |
| 18,7   | 15 à 29 ans  | 16,8   |
| 20,2   | 0 à 14 ans   | 18,7   |

### Médias
La communauté de communes Faucigny-Glières a été récompensée pour sa politique Internet par le label « Ville Internet » depuis 2010. Elle obtient ainsi de 2011 à 2014 @@.

## Politique et administration

### Statut
Le regroupement de communes a pris la forme d’une communauté de communes. L’intercommunalité est enregistrée au répertoire des entreprises sous le code SIREN 247 400 583. Son activité est enregistrée sous le code APE 8411Z

### Tendances politiques
| Commune              | Maire                 | Nuance politique | Nuance politique |
| -------------------- | --------------------- | ---------------- | ---------------- |
| Ayse                 | Jean-Pierre Mermin    |                  | DVD              |
| Brizon               | Didier Layat          |                  | SE               |
| Bonneville           | Stéphane Valli        |                  | LR               |
| Contamine-sur-Arve   | Aline Watt-Chevallier |                  | SE               |
| Glières-Val-de-Borne | Christophe Fournier   |                  | DVG              |
| Marignier            | Christophe Pery       |                  | DVC              |
| Vougy                | Alain Solliet         |                  | DVD              |

### Liste des présidents
| Période                                  | Période  | Identité        | Étiquette | Qualité                                            |
| ---------------------------------------- | -------- | --------------- | --------- | -------------------------------------------------- |
| 2006                                     | 2014     | Martial Saddier | UMP       | Député, maire de Bonneville (2001-2015)            |
| 2014                                     | En cours | Stéphane Valli  | UMP-LR    | 1er adjoint puis maire de Bonneville (depuis 2015) |
| Les données manquantes sont à compléter. |          |                 |           |                                                    |

### Conseil communautaire
À la suite de la réforme des collectivités territoriales de 2013, les conseillers communautaires dans les communes de plus de 1 000 habitants sont élus au suffrage universel direct en même temps que les conseillers municipaux. Dans les communes de moins de 1 000 habitants, les conseillers communautaires seront désignés parmi le conseil municipal élu dans l'ordre du tableau des conseillers municipaux en commençant par le maire puis les adjoints et enfin les conseillers municipaux. Les règles de composition des conseils communautaires ayant changé, celui-ci comptera à partir de mars 2014 trente-huit conseillers communautaires qui sont répartis selon la démographie : 
| Nombre de délégués | Communes                                            |
| ------------------ | --------------------------------------------------- |
| 11                 | Bonneville                                          |
| 7                  | Marignier                                           |
| 4                  | Ayse, Brizon, Le Petit-Bornand-les-Glières et Vougy |

### Bureau
Le conseil communautaire est composé de 38 membres qui élisent un président et 11 vice-présidents. Ces derniers, avec d'autres membres du conseil communautaire, constituent le bureau. Le conseil communautaire délègue une partie de ses compétences au bureau et au président. 
| Nom                        | Fonction            | Qualité                                |
| -------------------------- | ------------------- | -------------------------------------- |
| Stéphane Valli             | Président           | Maire de Bonneville                    |
| Jean-Pierre Mermin         | 1er Vice-président  | Maire d'Ayse                           |
| Alain Solliet              | 2e Vice-président   | Maire de Vougy                         |
| Serge Savoini              | 3e Vice-président   | Maire de Contamine-sur-Arve            |
| Marc Chuard                | 4e Vice-président   | Maire de Le Petit-Bornand-les-Glières  |
| Bertrand Mauris-Demourioux | 5e Vice-président   | Maire de Marignier                     |
| Didier Layat               | 6e Vice-président   | Maire de Brizon                        |
| Lucien Boisier             | 7e Vice-président   | Adjoint au maire de Bonneville         |
| Murielle Avogadro          | 8e Vice-présidente  | 1re adjointe au maire de Vougy         |
| Jean-Paul Guignarda        | 9e Vice-président   | Adjoint au maire de Marignier          |
| Gilles Ancrenaz            | 10e Vice-président  | Adjoint au maire de Contamine-sur-Arve |
| Marie-Laure Meyer          | 11e Vice-présidente | 1re adjointe au maire d'Ayse           |

### Compétences
La communauté de communes exerce deux compétences obligatoires intéressant l'ensemble de la communauté  que sont :
- Les actions de développement économique
- L’aménagement du territoire

Elle exerce également des compétences « optionnelles » que sont :
- La protection et mise en valeur de l'environnement (comme la lutte contre les décharges sauvages, valorisation des déchets ménagers, balisage et entretien des sentiers etc.)
- La création ou aménagement et entretien de voirie d'intérêt communautaire (l’entretien des voies communales, curage des fossés, salage, etc.)
- La construction, entretien et fonctionnement d’équipements culturels et sportifs et d’équipements de l’enseignement préélémentaire et élémentaire
- La politique du logement et du cadre de vie (comme le soutien aux logements sociaux)
- Les actions sociales

Et enfin des compétences « facultatives », que sont la gestion des transports publics (réseau Proxim'iTi)

### Identité visuelle
| Logotype de la Communauté de communes Faucigny-Glières. | La Communauté de communes Faucigny-Glières s’est dotée d’un logotype. |

## Pour approfondir